# Les Djinns
Les Djinns – poemat symfoniczny stworzony w 1884 roku przez belgijskiego kompozytora Césara Francka. 
Utwór dedykowany Caroline Montigny-Rémaury – francuskiej pianistce, uczennicy Ferenca Liszta. Przeznaczony jest na orkiestrę w składzie: 2 fl, 2 ob, 2 cl, 4 fg, 4 cor, 2 tr, 3 tbn, tb, timp, kwintet smyczkowy oraz solistę – fortepian. Jest to dość nietypowa obsada, fortepian stosunkowo rzadko występuje w poematach symfonicznych. Dzieło jest jednoczęściowe, w tonacji fis-moll, jego wykonanie zajmuje ok. 12 minut. Jest to utwór programowy – inspiracją jest wiersz Victora Hugo Les Djinns (pol. Dżinny) z tomu Les Orientales.
Gabriel Fauré oraz Louis Vierne stworzyli utwory na podstawie tego samego wiersza, również pod tym samym tytułem, lecz z udziałem chóru.